# Tractat de Madrid (1526)
|  | Per a altres significats sobre altres tractats del mateix nom, vegeu «Tractat de Madrid». |

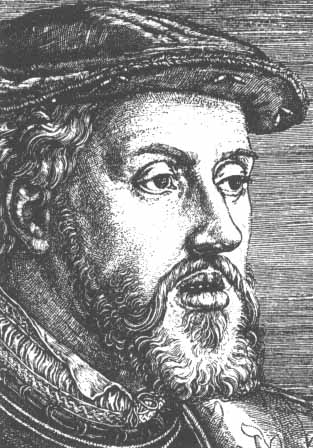
Carles V, un dels signants del tractat

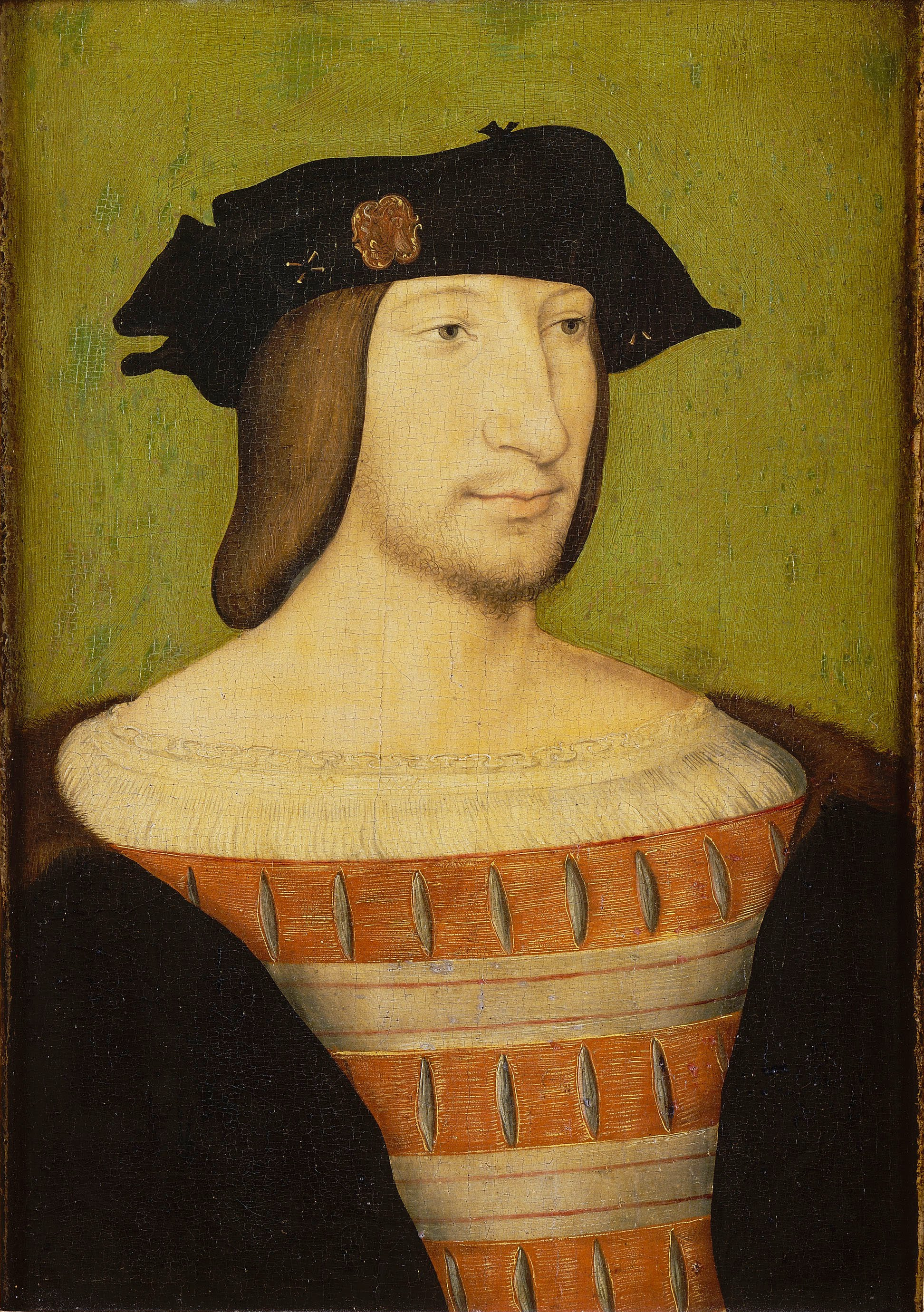
Francesc I, va signar el tractat però més endavant se'n va desdir

El Tractat de Madrid, firmat el 14 de gener de 1526, fou un tractat entre l'emperador Carles V i Francesc I de França. El tractat fou firmat a la ciutat de Madrid, on Francesc I estava capturat després d'haver estat derrotat en la batalla de Pavia de l'any anterior.
Sota els termes del tractat, França renunciava als seus drets sobre Itàlia, Borgonya, Artois, Tournai i Flandes en favor de l'emperador Carles d'Habsburg. Així mateix, Francesc I es comprometia a casar-se amb la germana gran de Carles, la reina vídua de Portugal Elionor d'Habsburg, i a enviar dos dels seus fills a Castella com a garantia de compliment del tracte.
Francesc I, només travessar la frontera dels Pirineus, va denunciar el tractat per haver estat firmat sota coacció.